# Alessandro Zampedri
Alessandro "Alex" Zampedri, född 3 oktober 1969 i Brescia, är en italiensk racerförare.

## Racingkarriär
Zampedri lät först att låta höra talas om sig internationellt när han blev trea i ett race i formel 3000 på Nürburgring säsongen 1993. Hans resultat i övrigt var inte spektakulära, utan han blev tolva i mästerskapet 1992, och elva 1993. Zampedri fick kontrakt med Euromotorsport i CART för säsongen 1994, vars stallägare var italienare. Han lämnade stallet efter bara två tävlingar och gick istället till Dale Coyne Racing, för vilka han fullföljde säsongen. Zampedri tog nio poäng, med en sjundeplats på Portland International Raceway som bästa resultat. Säsongen 1995 deltog Zampedri för första gången i en full säsong i CART, då han fortsatte med Dale Coyne Racing. Han tog en åttondeplats som bäst, och tog sammanlagt 15 poäng för en 22:a plats i mästerskapet. Inför 1996 blev Zampedri utan körning, men fick en plats med Team Scandia till Indianapolis 500, som körde utan CART-förare. Han slogs om segern och ledde med tio varv kvar att köra, när han blev passerad av Davy Jones. Zampedri tappade ytterligare ett par placeringar, och kolliderade med Roberto Guerrero och Eliseo Salazar, och bilen blev luftburen och kraschade in i staketet på målrakan. Han klassificerades som fyra i tävlingen, men hamnade på sjukhus för allvarliga fotskador.
Zampedri var redo att tävla igen ett år efter olyckan, och ställde upp i Indianapolis 500 1997, men nådde långt ifrån samma resultat. Han gav upp IndyCar-karriären och flyttade tillbaka till Italien, för att tävla i Porsche Supercup, under 2000-talet. Han var kapabel till att kämpa om mästerskapet en gång, vilket han gjorde 2005, då det räckte ända fram till titeln, vilket var hans första internationella mästerskapstitel. Under de kommande åren blev han mest noterad för att ha anfallit Richard Westbrook i depån efter ett race på Silverstone Circuit 2007. Resultaten på banan försämrades, och sedan dess har han placerad sig ganska långt bak i resultatlistorna.

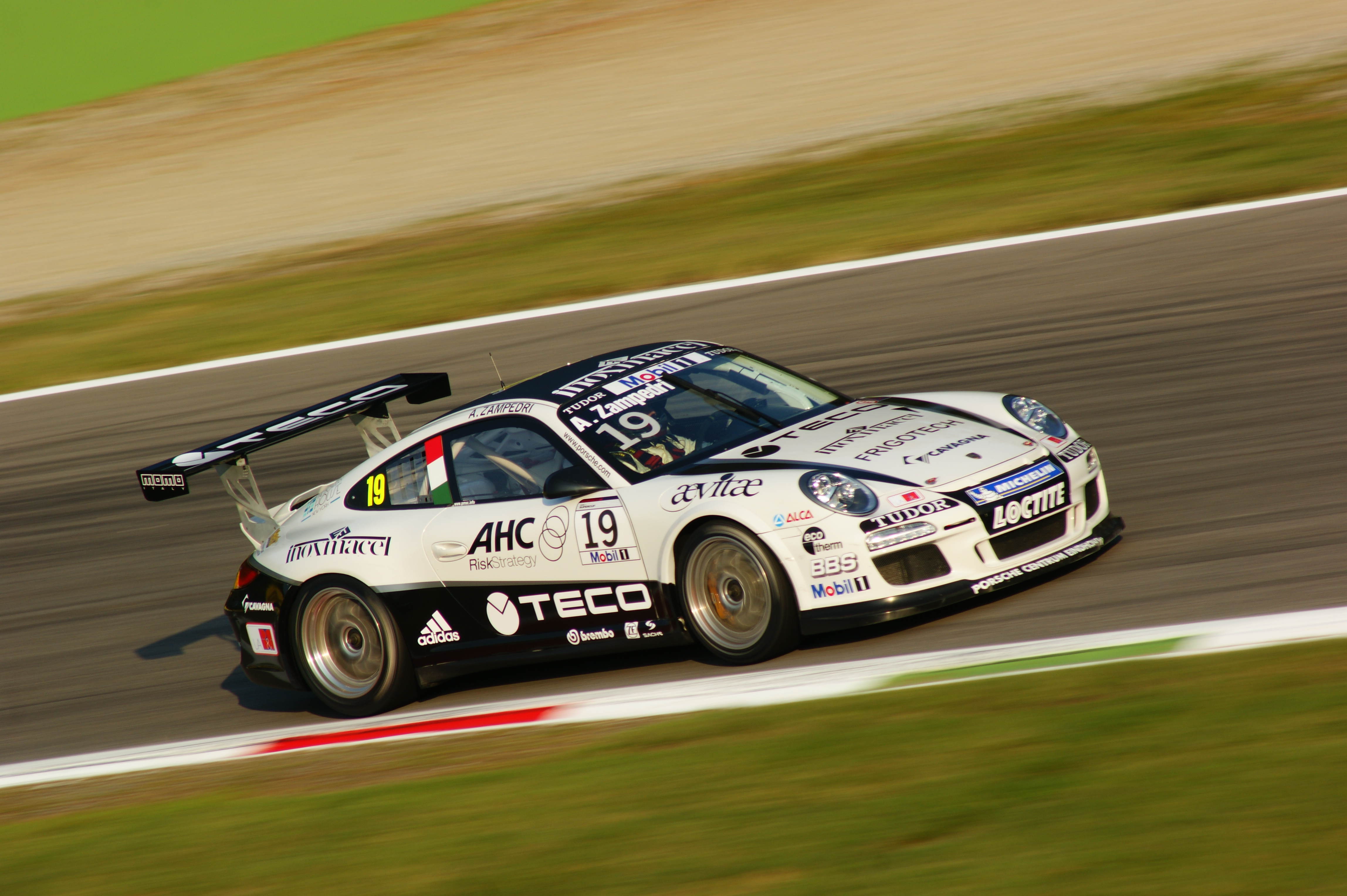
Alessandro Zampedri i Porsche Supercup på Monza 2011.